# Flèche de Tchouchka
La flèche de Tchouchka (en ukrainien et russe : Чушка (коса)) est un cordon littoral du kraï de Krasnodar dans le détroit de Kertch.
La flèche mesure 18 km est desservie par le Port de Kavkaz, terminal pétrolier et de traversiers.

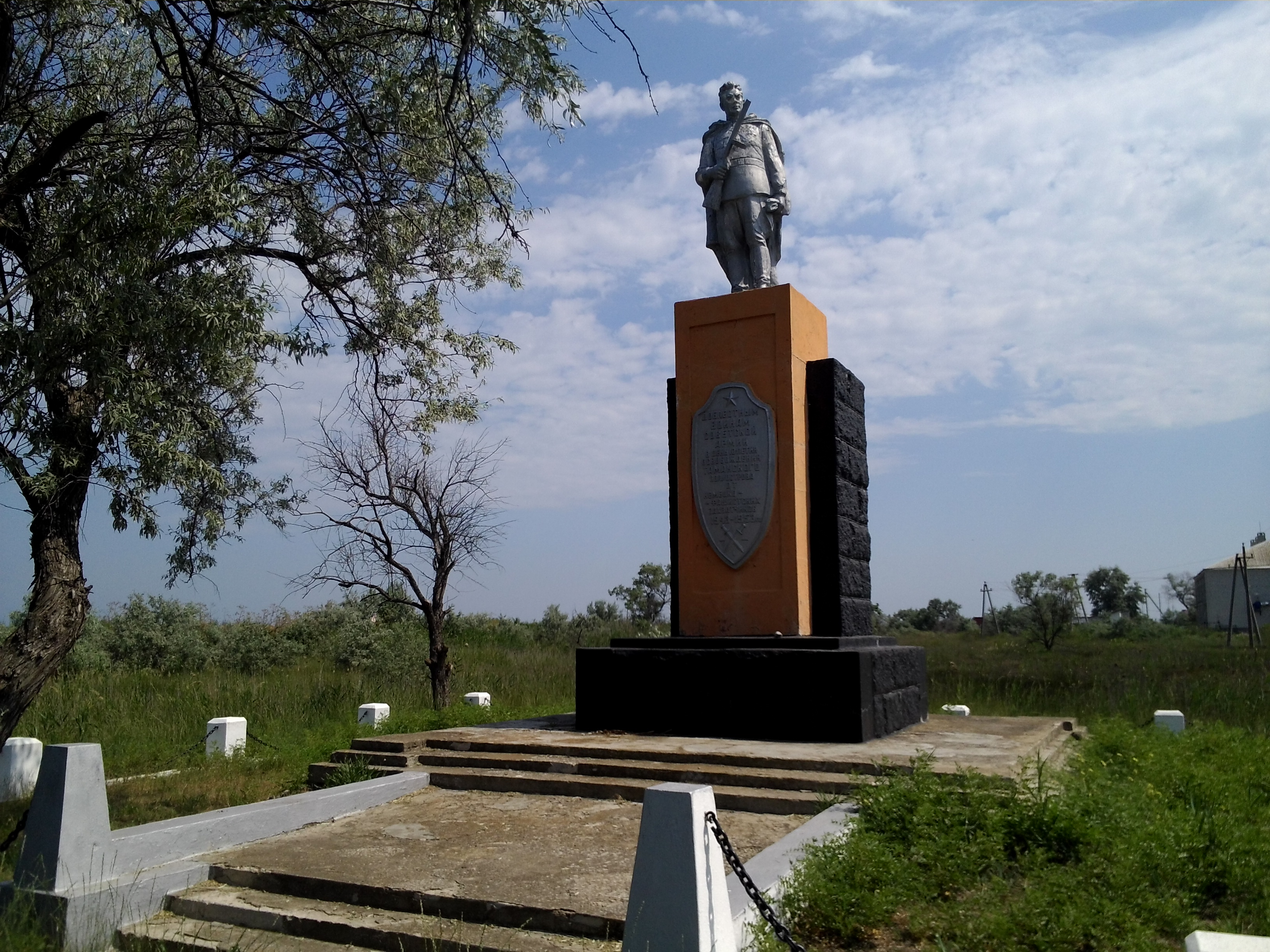
Mémorial de la Seconde Guerre mondiale.
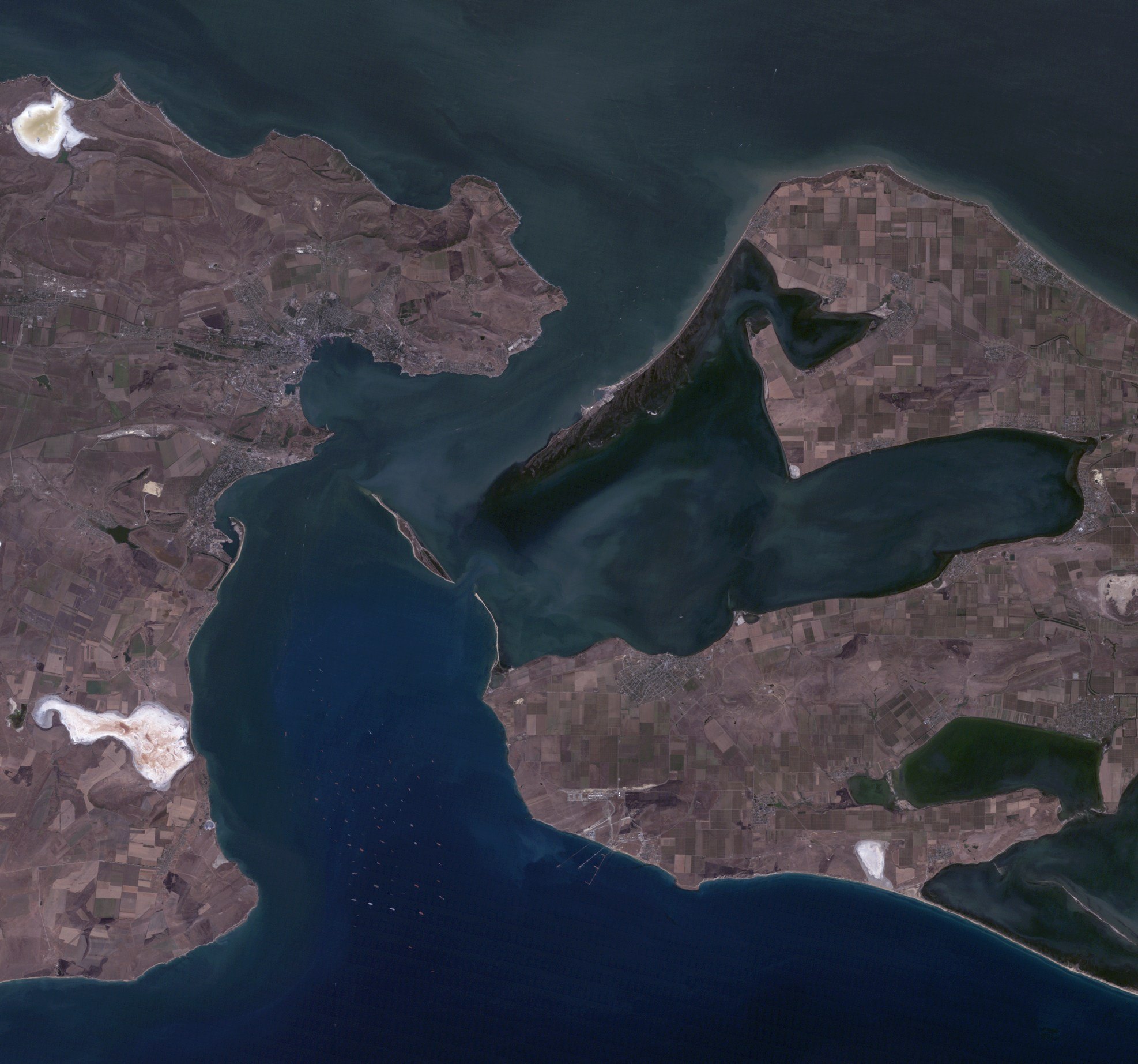
Image satellite.